# Pasarela Gaudí
La Pasarela Gaudí (Passarel·la Gaudí en catalán), antes conocida como Salón Gaudí, fue una pasarela de moda celebrada dos veces al año en la ciudad de Barcelona, España desde 1984 hasta 2006. 

## Historia
En los años 70, la empresa "Coordinadores de la Moda en España" ("COME"), de Juan Antonio Comín y "Compramoda Española", de Paco Flaqué, constituyeron la "Unión de Pequeñas y Medianas Empresas de Alta Confección Femenina" y durante varios años, presentaron sus colecciones en hoteles de Madrid. Ante el éxito logrado creció el interés de otras empresas creadoras de moda para exhibir conjuntamente, por lo que en 1978 ya crean el I Certamen Salón Moda del Mediterráneo, en las Atarazanas Reales de Barcelona. En 1984 crean la Asociación Gaudí y realizan el primer Salón Gaudí en el que participaron Antonio Miró, Margarita Nuez, Nacho Ruiz diseñador de moda y Sybilla, consolidándose como el primer gran evento de moda del país.
En 2006 el evento quedaría dividido en 2: "Passarel·la Gaudí Núvies", enfocado en los vestidos de novia y como parte de la "Barcelona Bridal Fashion Week", y 080 Barcelona Fashion.[cita requerida]